# Bone & Bari
Bone & Bari — студійний альбом американського джазового тромбоніста Кертіса Фуллера, випущений у 1958 році лейблом Blue Note Records.

## Опис
Кертіс Фуллер став одним із провідних тромбоністів у стилі хард-боп у 1950-х роках. Уродженець Детройта, Фуллер зазнав впливу Дж. Дж. Джонсона, який став учнем для молодого музиканта. Цей запис відбувався лише за декілька тижнів перед тим, як він візьме участь у записі Blue Train Джона Колтрейна.
Ця сесія дещо унікальна завдяки поєднанню тромбона з баритон-саксофоном Тейта Х'юстона. Ритм-секція складається з піаніста Сонні Кларка, басиста Пола Чемберса і ударника Арта Тейлора; окремо або разом, усі троє музикантів зробили багато важливих записів наприкінці 1950-х, в основному на лейблі Blue Note.
Найбільше в альбомі виділяється заглавна «Bone & Bari», написана Фуллером, а також версія гурту стандарту «Heart and Soul».

## Список композицій
1. «Algonquin» (Кертіс Фуллер)  — 5:04
2. «Nita's Waltz» (Кертіс Фуллер)  — 6:57
3. «Bone and Bari» (Кертіс Фуллер) — 6:20
4. «Heart and Soul» (Хогі Кармайкл, Френк Лессер)  — 5:50
5. «Again» (Доркас Кокран, Лайонел Ньюмен)  — 7:19
6. «Pickup» (Кертіс Фуллер)  — 5:46

## Учасники запису
- Кертіс Фуллер — тромбон (1-4, 6)
- Тейт Х'юстон — баритон-саксофон (1-3, 5, 6)
- Сонні Кларк — фортепіано
- Пол Чемберс — контрабас
- Арт Тейлор — ударні

Технічний персонал
- Альфред Лайон — продюсер
- Руді Ван Гелдер — інженер
- Френсіс Вульфф — фотографія
- Леонард Фезер — текст
- Том Геннан — дизайн